# Cydistomyia alternata
Cydistomyia alternata är en tvåvingeart som beskrevs av Ferguson och Hill 1922. Cydistomyia alternata ingår i släktet Cydistomyia och familjen bromsar. Inga underarter finns listade i Catalogue of Life.